# Sannicola
Sannicola är en ort och kommun i provinsen Lecce i regionen Apulien i Italien. Kommunen hade 5 864 invånare (2017).